# ویلیام سفایر
ویلیام سفایر (انگلیسی: William Safire; ۱۷ دسامبر ۱۹۲۹ – ۲۷ سپتامبر ۲۰۰۹) پدیدآور، ستون‌نویس، واژه‌شناس، روزنامه‌نگار، نویسندهٔ سخنرانی‌های سیاسی، اهل ایالات متحده آمریکا بود. او مدتی طولانی ستونی در روزنامهٔ نیویورک تایمز می‌نوشت.
وی همچنین برندهٔ نشان افتخار آزادی رئیس‌جمهوری شده‌است.

## زندگی‌نامه
سفایر با نام ویلیام لوئیس سفایر در شهر نیویورک به دنیا آمد. مادرش آیدا و پدرش الیور کراوس سفایر بود. خانواده او از طرف پدرش یهودی و رومانیایی‌الاصل بودند.
سفایر از دبیرستان علوم برانکس، یک دبیرستان دولتی تخصصی در شهر نیویورک فارغ‌التحصیل شد. او در مدرسه ارتباطات عمومی نیوهاوس در دانشگاه سیراکیوس ادامه تحصیل داد، اما پس از دو سال ترک تحصیل کرد. او در سال‌های ۱۹۷۸ و ۱۹۹۰ در سیراکیوز سخنرانی آغاز سال را انجام داد و سپس عضو امنای دانشگاه شد.